# Oznakowanie pojazdów w Polskich Siłach Zbrojnych
Oznakowanie pojazdów w Polskich Siłach Zbrojnych – opis oznakowania pojazdów wielkich jednostek Polskich Sił Zbrojnych.

## Oznakowanie w Wojsku Polskim we Francji
W Wojsku Polskim we Francji pojazdy były oznaczane według zasad obowiązujących w armii francuskiej.

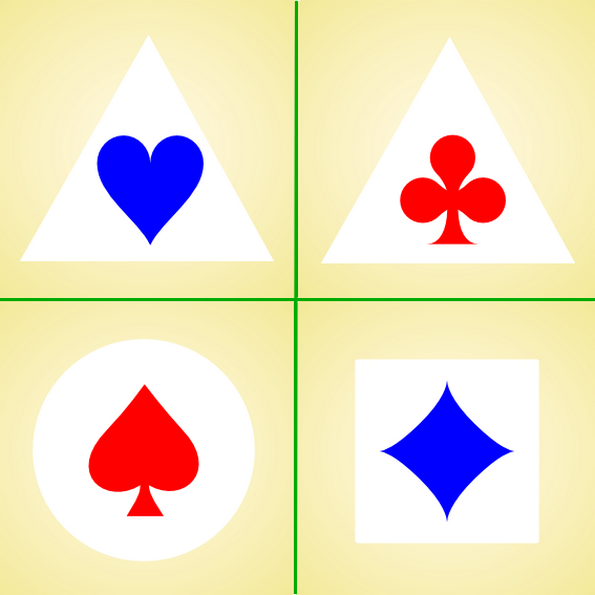
Przykładowe oznakowanie czołgów w WP we Francji

Czołgi oznaczano za pomocą znaków „karcianych”.
 Plutony miały następujące znaki:
- I pluton – pik ♠
- II pluton – kier ♥
- III pluton – karo ♦
- IV pluton – trefl ♣

Kolory znaków oznaczały przynależność do batalionów:
- I batalion – niebieskie znaki
- II batalion – czerwone znaki

Znaki malowano na wieżach czołgu na białych polach. Kształty pola oznaczały kompanie:
- 1 kompania – pole okrągłe o średnicy 350 mm
- 2 kompania – pole kwadratowe o boku 350 mm
- 3 kompania – trójkąt o podstawie 450 mm i wysokości 400 mm

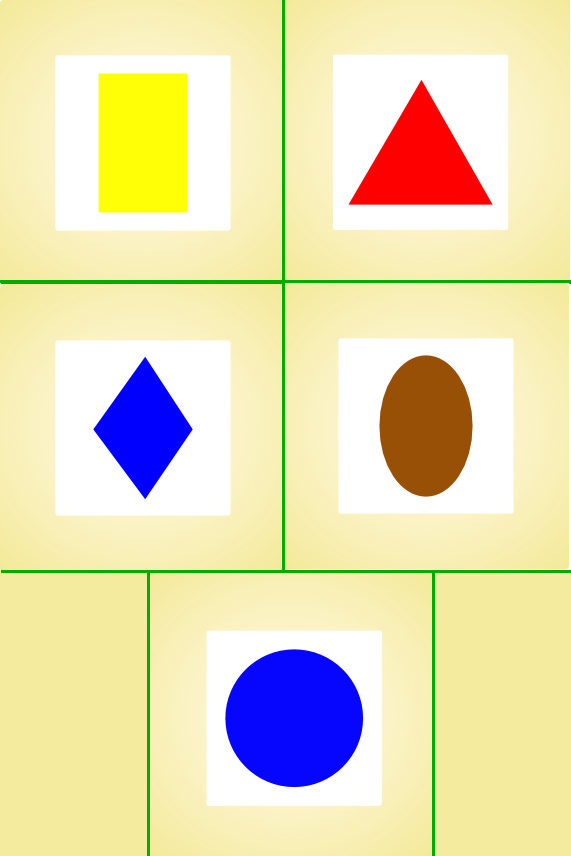
Oznakowanie samochodów WP we Francji

Na samochodach znaki malowano na błotnikach i drzwiach kabiny kierowców. Na lewym błotniku na białym kwadracie malowano barwne figury geometryczne, właściwe dla poszczególnych broni. Były to:
- piechota – żółty prostokąt
- artyleria – czerwony trójkąt
- rozpoznanie – niebieski romb
- saperzy – brązowa elipsa
- kompanie samochodowe – niebieskie koło

Na prawym błotniku i drzwiach kabiny malowano znaki dywizji, pod nimi znaki pułków.
- 1 pułk grenadierów Warszawy – herb Warszawy
- 2 pułk grenadierów wielkopolskich – herb Poznania
- 3 pułk grenadierów śląskich – herb Katowic
- 6 Kresowy pułk strzelców pieszych – brązowy żubr na żółtej tarczy.

Poniżej umieszczano numer batalionu. Tablice rejestracyjne pojazdów oprócz pięciocyfrowego numeru miały literę „P” i biało-czerwony pasek.
W Samodzielnej Brygadzie Strzelców Podhalańskich zamierzano oznakować pojazdy w następujący sposób:
- pojazdy dowództwa brygady, dowództw obu półbrygad i oddziały pozabatalionowe – wizerunek podkowy
- I batalion i III batalion – wizerunek głowy wilka
- II batalion i IV batalion – wizerunek białego niedźwiedzia.

Nie ma jednak potwierdzenia, czy projekt wszedł w życie, a jeśli tak, to w jakim zakresie.
Stacjonująca w Syrii Brygady Strzelców Karpackich znakowała pojazdy w sposób następujący:

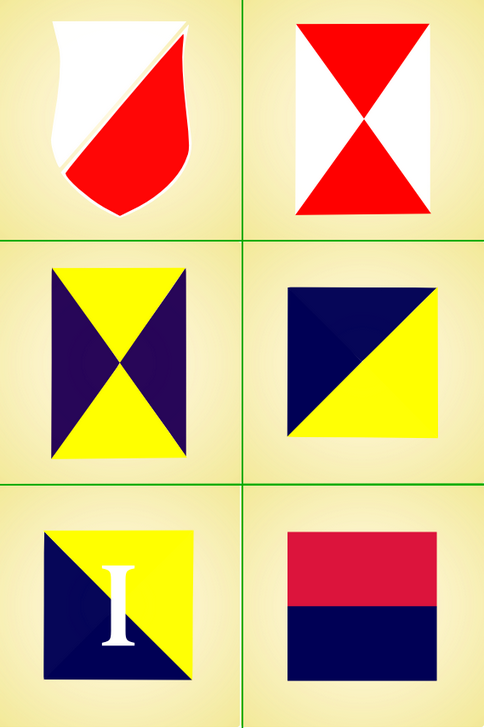
Oznakowanie pojazdów Brygady Strzelców Karpackich

- pojazdy dowództwa – tarcza herbowa podzielona skośnie na białe i czerwone pole i prostokąt podzielony przekątnymi tworzącymi cztery trójkąty – górny i dolny czerwone, boczne białe
- pułki piechoty miały takie same znaki, lecz o barwach broni. Trójkąt górny i dolny był żółty, a boczne granatowe. Stosowano też znak w kształcie kwadratu podzielonego wzdłuż przekątnej tworzącego dwa trójkąty, górny (lewy) granatowy, dolny żółty oraz o barwach odwróconych z numerem batalionu oznaczonym białą rzymską cyfrą.
- dywizjon ułanów karpackich miał znak w formie kwadratu podzielonego poziomo o barwach: górnej karmazynowej, dolnej jasnogranatowej. Znak 2 szwadronu: górna biała, dolna pąsowa.

Tablice rejestracyjne pojazdów, oprócz pięciocyfrowego numeru, miały literę „P” i biało-czerwony pasek.
Kiedy jednostki polskie na przeszły pod dowództwo brytyjskie, otrzymały znaki brytyjskiego dowództwa na Środkowym Wschodzie. Była to oznaka „Middle East” – wielbłąd w kolorze ochry na tle czarnego prostokąta. Używano też oznaki „British Troops in Egypt” – piramida z dwiema palmami koloru cynobrowego na tle jasnoszmaragdowym lub białym.
20 stycznia 1942 roku zatwierdzono oznakę rozpoznawczą Samodzielnej Brygady Strzelców Karpackich. Przedstawiła ona zbroję rycerską umieszczoną na tarczy.

## W Polskich Siłach Zbrojnych w Wielkiej Brytanii
W Polskich Siłach Zbrojnych w Wielkiej Brytanii pierwszym polskim znakiem rozpoznawczym na pojazdy mechaniczne był znak Polskich Sił Zbrojnych.
Sposób umieszczenia jego określił rozkaz I Korpusu Polskiego z 12 grudnia 1940 roku następująco:

1. Wszystkie pojazdy mechaniczne zarejestrowane, posiadające numer wojskowy, muszą posiadać znak rozpoznawczy.
2. Znaki rozpoznawcze (białe kółko ze skrzydełkiem na czarnym tle) są malowane:

– na przednim błotniku lewym, na pojazdach nie posiadających błotników — z lewej strony pojazdu,
– z tyłu pojazdu na lewym błotniku lub na dobrze widocznym miejscu z lewej strony,
– ponadto w pojazdach posiadających przednie szyby znak rozpoznawczy nakleja się w lewym dolnym rogu przedniej szyby,
– przy motocyklach na zbiorniku z lewej strony.
Znak ten umieszczano na wszystkich pojazdach Polskich Sił Zbrojnych w Wielkiej Brytanii, niezależnie od korpuśnych, dywizyjnych i innych. Używano go do czasu demobilizacji oddziałów polskich na Zachodzie.
Pojazdy mechaniczne dowództwo jednostek wojska w Wielkiej Brytanii i 1 Dywizji Pancernej oznaczano ich godłem. 1 Samodzielna Brygada Spadochronowa miała osobny znak. Był nim biały orzeł na tle czarnego prostokąta lub malowany bezpośrednio na pojeździe.
Oznakowywano też pojazdy oddziałów i samodzielnych pododdziałów 1 DPanc i 1 SBSpad. Były to kwadraty w określonym kolorze z odpowiednim numerem.
Na wieżach czołgów malowano znaki rozpoznawcze pułków i szwadronów w formie barwnych figur geometrycznych. W czasie inwazji na sprzęcie wojsk sprzymierzonych z boku i od góry pojazdu malowano białe gwiazdy.
Rozkazem Naczelnego Wodza i ministra spraw wojskowych z 20 czerwca 1941 roku wprowadzono chorągiewki rozpoznawcze na samochody. Przysługiwały one: Naczelnemu Wodzowi, szefowi sztabu Naczelnego Wodza, inspektorowi Polskich Sił Powietrznych, dowódcy 1 Korpusu, zastępcy dowódcy 1 Korpusu, dowódcy artylerii 1 Korpusu, dowódcy saperów 1 Korpusu, dowódcom brygad i równorzędnych, attaché wojskowym i komendantom garnizonów. Chorągiewki rozpoznawcze miały przeważnie kształt prostokąta, trójkąta lub połączonego prostokąta z trójkątem. Wymiary chorągiewek prostokątnych: długość 28 cm, szerokość 17,5 cm<.
W terminie późniejszym wprowadzono chorągiewki na samochody: wiceministra spraw wojskowych, dowódcy armii i dowódcy i zastępcy dowódcy 1 DPanc. W związku z przemianowaniem 19 listopada 1942 roku Ministerstwa Spraw Wojskowych na Ministerstwo Obrony Narodowej ustanowiono chorągiewkę rozpoznawczą na samochód ministra obrony narodowej, a później inspektora wyszkolenia wojska i inspektora do spraw zarządu wojsk.

## W Armii Polskiej na Wschodzie i w 2 Korpusie
Znaki na pojazdach mechanicznych w Armii Polskiej na Wschodzie i 2 Korpusie były identyczne, jak oznaki rozpoznawcze Wielkich Jednostek. U umieszczano je na prostokątnych tarczach.
W kampanii włoskiej używano barwnych tablic z numerami pułków i batalionów. 22 kompanii zaopatrzenia artylerii znakowała samochody czarną sylwetką niedźwiedzia niosącego pocisk, umieszczoną na białej prostokątnej tarczy o wymiarach 250x300 mm. 316 kompania transportowa Pomocniczej Wojskowej Służby Kobiet używała znaku tańczącej dziewczyny w stroju łowickim, objętej kołem kierownicy o średnicy 250 mm.

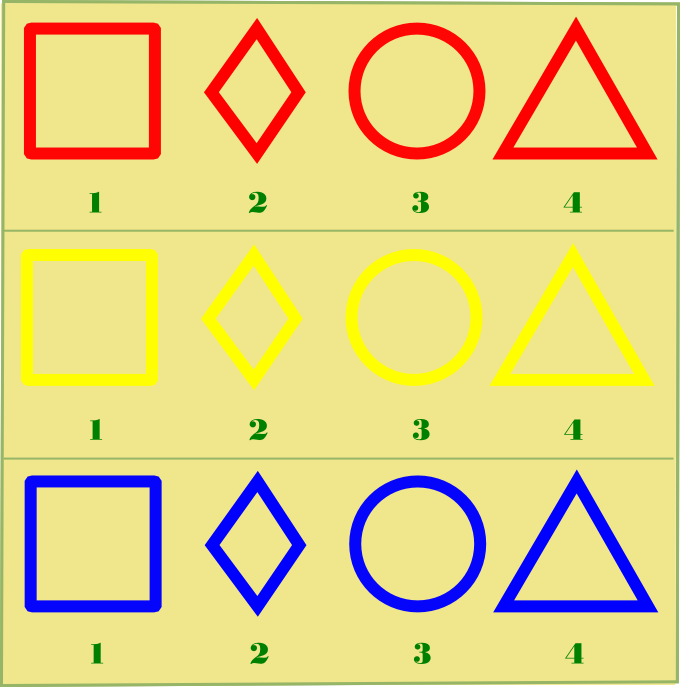
Przykładowe oznakowanie pojazdów broni pancernej APW

W broni pancernej, z lewej i prawej strony wieży, malowano barwne figury geometryczne, na transporterach opancerzonych – na pancerzu bocznym i z przodu, na samochodach ciężarowych – na drzwiach kabiny kierowcy.
- pierwszy pułk dywizji – kolor czerwony
- drugi pułk dywizji – kolor żółty
- trzeci pułk dywizji – kolor niebieski

Figury geometryczne odpowiadały szwadronom (kompaniom)
- romb – szwadron dowodzenia
- trójkąt – 1 szwadron (kompania)
- kwadrat – 2 szwadron
- koło – 3 szwadron

Stosowano też malowanie tylko barwnych konturów znaków geometrycznych.
W części pułków stosowano dodatkowe znaki:
- 4 pułk pancerny – na wieży rysowano sylwetkę skorpiona
- 1 pułk ułanów krechowieckich – w polu znaku rozpoznawczego pododdziału rysowano końską głowę
- 15 pułk ułanów – na Staghoundach rysowano proporczyk pułkowy

Na bokach wozów bojowych umieszczano ich nazwy. Nadawane były według określonego klucza i stanowiły dodatkowy znak rozpoznawczy.
W 1 pułku ułanów krechowieckich:

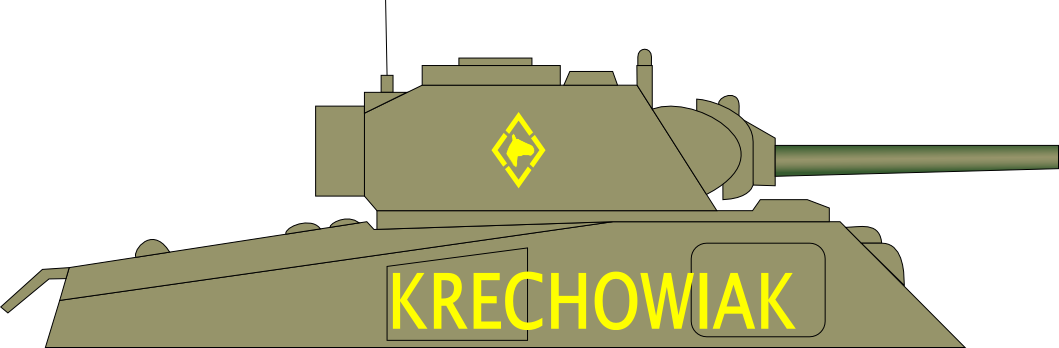
oznakowanie czołgu dowódcy 1 p.uł.

- szwadron dowodzenia i szwadron rozpoznawczy – nazwy na literę K — czołg dowódcy „Krechowiak”, poczet dowódcy „Komarów”, „Koziatyń”

- 1 szwadron – nazwy na literę B – czołg dowódcy „Burza”
- 2 szwadron – nazwy na literę R – czołg dowódcy „Rozmach”
- 3 szwadron – nazwy na literę Z – czołg dowódcy „Zwycięzca”